# Marek Ruciński
Marek Ruciński (ur. 24 stycznia 1953 w Poznaniu) – polski lekarz, ortopeda i polityk, poseł na Sejm VIII kadencji.

## Życiorys
Ukończył w 1977 studia na Wydziale Lekarskim Akademii Medycznej w Poznaniu. Uzyskał specjalizację w zakresie ortopedii. Zawodowo związany m.in. ze Szpitalem Wojewódzkim w Poznaniu, gdzie objął stanowisko ordynatora oddziału Ortopedii i Traumatologii Narządów Ruchu. Prowadzi także prywatną praktykę lekarską, był wspólnikiem firm z branży medycznej.
W wyborach parlamentarnych w 2015 kandydował do Sejmu z drugiego miejsca na liście Nowoczesnej w okręgu nr 39 (Poznań). Został wybrany na posła VIII kadencji, otrzymując 9508 głosów. W czerwcu 2019 nie przystąpił wraz z innymi posłami Nowoczesnej do klubu Koalicji Obywatelskiej, zostając posłem niezrzeszonym. W tym samym roku nie ubiegał się o poselską reelekcję.